# Adriaan Jan Huijsman

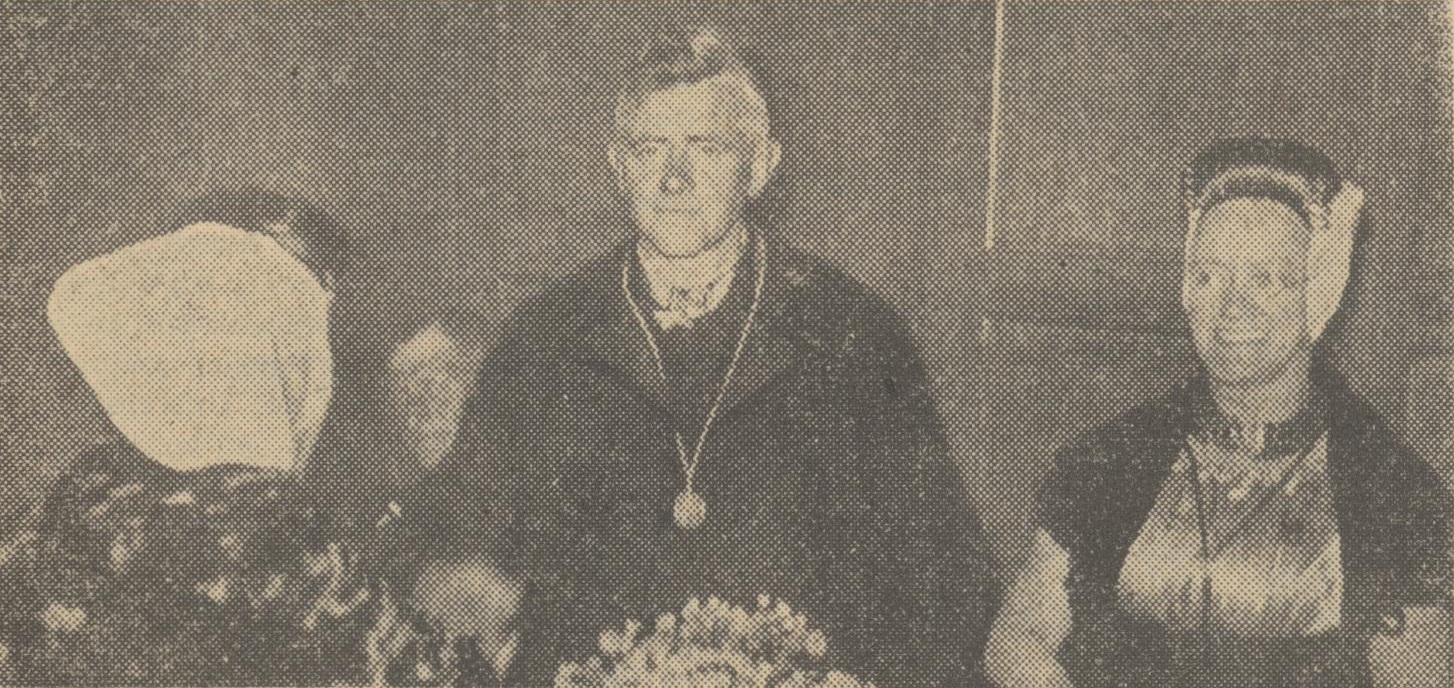
Burgemeester A.J. Huijsman met echtgenote in Zeeuwsche klederdracht (1939)

Adriaan Jan Huijsman (Grijpskerke, 19 mei 1892 – Middelburg, 30 juni 1956) was een Nederlands politicus van de ARP.
Hij werd geboren als zoon van Izaak Huijsman (1856-1918) en Anna Jakoba Lampert (1862-1910). Aanvankelijk was hij net als zijn vader landbouwer. Bovendien was hij vanaf 1927 lid van de gemeenteraad van Meliskerke. Huijsman werd daar in 1939 benoemd tot burgemeester en dat was de eerste keer in meer dan 80 jaar dat de burgemeester van Grijpskerke niet tevens de burgemeester van Meliskerke was. In 1956 werd hij na een verkeersongeval in het Gasthuis in Middelburg opgenomen waar hij op 64-jarige leeftijd overleed.